# Алиев, Мар Кулубекович
Алиев Мар Кулубекович (1932—2010) — кыргызский поэт, писатель, журналист, врач. Родился 14 июля 1932 года в колхозе Тендик Кочкорского района Кыргызстана. В 1950 году начал свою трудовую деятельность в народном суде, затем работал в районной библиотеке.
В 1958 году, окончив лечебный факультет Киргизского государственного медицинского института, начал работать врачом-эпидемиологом в городе Нарын в санэпидемстанции Тянь-Шаньской области. В 1960 году перевёлся в Кочкорскую районную больницу врачом-бактериологом.
В том же году стал работать ответственным секретарём медицинского журнала «Ден-Соолук», что переводится на русский как «Здоровье», с 1970 года был назначен главным редактором того же журнала. «Ден-Соолук» являлся одним из только трех медицинских журналов для широкой общественности в СССР.
В 1952 году в газете «Кыргызстан пионери» было опубликовано первое стихотворение Мара Алиева. В 1963 году была опубликована первая повесть «Надпись на стекле». Позднее, вышло в свет его научно-популярное произведение «Дени сактын көңүлү куунак», что переводится на русский язык как «В здоровом теле — здоровый дух», содержащее советы по профилактике болезней и поддержанию здоровья.
Мар Алиев перевел и популяризовал на киргизский язык книгу Николая Амосова «МЫсли и сердце» и Федора Углова «Сердце хирурга». Также Мар Алиев перевел на киргизский язык произведения С. Ахундова и корейского писателя Ким Ден Шина.
Перу Мара Алиева принадлежат пьесы на киргизском языке «Жез таңдай», «Курманбектин уулу Сейитбек», «Көсөл чечен Көкөтөй», «Бала баатыр», «Хан Манас менен Каныкей», «Акыл Карачач». Мар Алиев также был поэтом-песенником, на его стихи было написано более 20 песен. Наиболее известными являются песни «Коммунистин журегу» в исполнении хора Киргизского радио, «Журегемдин саламы» в исполнении популярной певицы Каныкей Эралиевой и известного шлягера «Алтынчы куну кечинде», ставшего народной песней и звучащей по сей день. Песня пелась Рыспаем Абдыкадыровым и народным артистом СССР, Булатом Минжилкиевым.
В 1962 году Мар Алиев стал членом Союза журналистов СССР, а с 1983 года — членом Союза писателей СССР. Мар Алиев являлся "Отличником здравоохранения, заслуженным работником медицины Киргизской ССР и отличником печати СССР. Был награждён грамотами Верховного Совета Киргизской ССР, ВЛКСМ Киргизской ССР и Министерства здравоохранения Киргизской ССР. С 1995 года по 2010 год был персональным пенсионером Республики Кыргызстан.